# Chevy Chase
Chevy Chase (Ciutat de Nova York, 8 d'octubre de 1943) es un còmic i actor estatunidenc de gran èxit durant els anys 1980.
Chevy va saltar a la fama com al guionista principal i membre de l'equip original del revolucionari show nocturn Saturday Night Live (SNL), pel qual va guanyar dos premis Emmy. La sèrie va donar a conèixer Chevy a nivell nacional i el va llançar a l'èxit en la seva carrera cinematogràfica. Des del seu feliç debut a la SNL, Chevy ha intervingut en algunes de les comèdies més populars i duradores de la nostra generació, incloent Caddyshack, Fletch (Flecth, El Camaleó) i la sèrie de National Lampoon's Vacation.
Chevy va començar la seva carrera en el món de la comèdia com a guionista i actor per a Channel One, una revista de varietats underground de Nova York que satiritzava la televisió.
Channel One es convertiria més tard en la base de la seva primera pel·lícula The Groove Tube.
Chevy també va escriure i va protagonitzar la sèrie The Great American Dream Machine, i va co-escriure i va protagonitzar Lemmings, el musical satíric de l'off-Broadway que parodiava Woodstock i la cultura pop dels anys '60. Al mateix temps, va escriure i va actuar per a la National Lampoon Radio Hour i va col·laborar a Mad (revista satírica). Ha escrit per a Lily Tomlin, els germans Smothers i va guanyar un Writers Guild of America Award per escriure Alan King's Energy Crisi, Rising Prices and Assorted Vices. En televisió, Chevy va guanyar un tercer Emmy per co-escriure The Paul Simon Special.
Com a actor Chevy ha protagonitzat recentment la pel·lícula Snow Day (Festa de la Neu), vint-i-dos anys després del seu primer paper protagonista al costat de Goldie Hawn en la comèdia Foul Play (Joc Perillós).
Altres pel·lícules en les quals ha participat inclouen títols com Vacances de Nadal d'una boja família americana, National Lampoon's European Vacation (Les vacances europees d'una chiflada família americana), National Lampoon's Vegas Vacation, així com Fletch (Flecth, El Camaleó), Fletch Lives (Fletch reviu), Caddyshack (El club dels chalados), Seems Like Old Fields (Com en els vells temps), Funny Farm, Spies Like Us (Espies com nosaltres), The Three Amigos (Tres amics), Memòries d'un home invisible (Memoirs of an Invisible Man), Cops and Robbersons (Aquest poli és un panoli) i Man of the House.
En els '80 Chevy es va associar amb el seu bon amic Paul Simon en dos vídeos musicals: "You Can Call Me Al" i "Proof". Chevy també ha aparegut com convidat en Orange County, Dirty Work (1998), Hero (1992), LA Story (1991) de Steve Martin, i en el cameo que va fer en 1993 en la pel·lícula Last Action Hero (L'últim gran heroi). En 1992, Chevy va ser nomenat "Home de l'any" pel Hasty Pudding Theatrical Group de la Universitat Harvard, el grup teatral universitari més antic del país.
Chevy resideix a Nova York al costat de la seva dona Jayni i les seves tres filles.
Va aparèixer fugaçment en els últims dos capítols de la segona temporada de la comèdia Chuck interpretant un malvat enemic del protagonista, parodiant una barreja de Steve Jobs i Bill Gates.
Va ser parodiat a Els Simpson al programa superespectacular per Troy McClure que recordava "...i cinc setmanes amb Chevy Chase".
És també un dels personatges principals de la sèrie Community entre els anys 2009 i 2014, en què interpreta Pierce Hawthorne, un home madur, milionari, que mai s'ha graduat de la universitat, casat i divorciat amb 7 dones que s'inscriu a la Universitat Comunitària de Greendale a la recerca de companyia i popularitat, però sovint, i no intencionalment, és racista i maldestre. Va participar durant les primeres 4 temporades, tornant per a un cameo en la premiere de la 5ª temporada, abandonant després d'alguns conflictes amb el creador de la sèrie Dan Harmon.
L'any 2018, Donald Glover va dir a The New Yorker que Chase va fer comentaris racistes sobre ell al set de Communty. Chase va al·legar que una vegada li va dir a Glover que "la gent creu que ets graciós perquè ets negre."